# オグバ・カル・ナンナ
オグバ・カル・ナンナ（Ogba Kalu Nnanna, 1989年1月3日 - ）は、ナイジェリアのサッカー選手。ポジションはミッドフィールダー。ケビ州ビルニン・ケビ出身。

## 所属クラブ
- チャーチル・ブラザーズSC　2007-2010
- デンポSC　2010-2011
- スポルティング・クルーベ・デ・ゴア　2011-2015
- モハメダンSC　2017
- チャーチル・ブラザーズSC 2017-